# Way of the Samurai
Way of the Samurai (侍?, Samurai) è un videogioco d'azione sviluppato da Acquire e pubblicato nel 2002 da Spike per PlayStation 2. Primo titolo della serie omonima, del gioco è stata realizzata una conversione per PlayStation Portable.

## Modalità di gioco
Il gameplay di Way of the Samurai è simile a Bushido Blade.